# 仁川専門大学
仁川専門大学（インチョンせんもんだいがく）は大韓民国仁川広域市南区道禾2洞（トファイドン）235に所在した市立の2年制専門大学（一部3年制）。
同じく仁川広域市立の仁川大学校と同じ敷地で、大学校の建物と専門大学の建物がキャンパス上に共存していたが、仁川大学校の方は2009年、延寿区の松島（ソンド）新キャンパスに移転した。2010年3月に仁川大学校と統合された後も、旧専門大学は2012年2月まで（2年制課程は2011年2月まで）存続した。

## 沿革
- 1969年1月 - 仁川工業高等専門学校（5年制） 設立認可。3月、開校。
- 1972年12月 - 仁川体育専門学校（2年制） 設立認可。
- 1975年5月 - 仁川工業高等専門学校から仁川工業専門学校（2年制）に改称認可。
- 1979年1月 - 仁川工業専門学校→仁川工業専門大学、仁川体育専門学校→仁川体育専門大学と改称認可。
- 1981年3月 - 仁川工業専門大学と仁川体育専門大学の統合により、仁川専門大学（2年制）設立認可。
- 1994年3月 - 善仁（ソニン）学園の市立化により[2]、仁川市立となる。
- 2001年9月 - 建築科・乳児教育科を 3年制に延長。
- 2010年3月 - 仁川大学校と統合。

## 学科
- 工学部
  - 建築科、機械科、コンピュータ応用機械設計科、電気科、土木科、環境化学科
  - IT系列： コンピュータ情報科、デジタル情報電子科、情報通信科、コンピュータ制御科
  - デザイン文化産業系列： 産業デザイン専攻、映像メディア専攻
  - メカトロニクス系列： メカトロニクス専攻、画像印刷専攻
  - デジタルコンテンツ系列： アニメーション専攻、コンテンツデザイン専攻
- 人文社会学部
  - 乳児教育科、行政科、経営科、税務会計科、貿易科、言語科、日語科、中国語科、文献情報科、e-ビジネス科
- 芸体能学部
  - 体育科、武道警護科、社会体育科、演技芸術科

## 附属機関
- 図書館
- 創業保育センター
- 産業技術研究所
- 環境研究所
- 地域開発研究所
- スポーツ科学研究所

## 公式サイト
- 仁川大学校 済物浦キャンパス（旧・仁川専門大学）公式サイト（韓国語・英語）